# Melanie Martinez
Melanie Adele Martinez (* 28. dubna 1995 New York) je americká zpěvačka a textařka. Byla členkou týmu Adama Levina v třetí sérii  americké pěvecké show „The Voice“. 22. dubna roku 2014 vydala svou první píseň „Dollhouse“. 14. srpna 2015 vydala Melanie své první album jménem Cry Baby s ústřední písní „Pity Party“. Její píseň jménem  „Carousel“ se objevila v americkém televizním seriálu American Horror Story: Freak Show. Také je známa především pro píseň Crybaby, která má na youtube 150 milionů zhlédnutí. Roku 2019 6.9. vyšel hudební film s názvem K-12, se stejným názvem vydala své druhé album téhož roku. V roce 2023 vydala své další album jménem Portals, kde kompletně změnila svůj styl videoklipů i svůj vzhled.

## Kariéra

### 2012: Začátky kariéry a „The Voice“
V roce 2012 se Melanie Martinez zúčastnila třetí sezóny americké pěvecké show The Voice, kde poprvé zazpívala píseň od Britney Spears jménem „Toxic“. Tři členové poroty, Adam Levine, Cee Lo Green a Blake Shelton, zmáčkli tlačítko „Chci tě“. Melanie si vybrala zpěváka Adam Levine za svého učitele.
V bitevním kole Martinez soutěžila proti Caitlin Michelle. Obě slečny zpívaly duet písničky od Ellie Goulding jménem „Lights“. Melanie vyhrála a posunula se do dalšího kola. Caitlin Michele si vzal na starost Cee Lo Green, či že Caitlin také postoupila. V dalším kole Martinez zpívala proti Sam Jamesovi. Vybrala si píseň od La Roux jménem „Bulletproof“. Levine vyloučil Jamese a Melanie postoupila do dalšího kola. V následujícím kole Martinez zpívala „Hit the Road Jack“, kde postoupila díky hlasování fanoušků. V následujícím kole Melanie zpívala píseň „Seven Nation Army“. Její verze se dostala na desáté místo na webové stránce iTunes. Martinez následně zpívala píseň „Crazy“. Byla později vyloučená kvůli nedostatku hlasů od fanoušků. V rozhovoru Melanie řekla, „Nikdy jsem nepočítala s tím, že se dostanu tak daleko. Jsem moc ráda za to, že jsem mohla lidem ukázat, kdo doopravdy jsem a dotknout se jejich srdcí se svými písněmi.“
   Žlutou barvou jsou označeny písně, které se dostaly na 10. místo na iTunes
| Kolo              | Píseň                           | Původní zpěvák    | Datum               | Pořadí | Výsledky                     |
| ----------------- | ------------------------------- | ----------------- | ------------------- | ------ | ---------------------------- |
| Výběr na slepo    | „Toxic“                         | Britney Spears    | 7. září, 2012       | 4.1    | Otočily se 3 křesla          |
| Bitevní kolo      | „Lights“ (vs. Caitlin Michelle) | Ellie Goulding    | 15. října, 2012     | 11.5   | Zachráněná coachem           |
| Knockout kolo     | „Bulletproof“ (vs. Sam James)   | La Roux           | 29. října, 2012     | 16.5   | Zachráněná coachem           |
| Rozhodující zápas | „Hit the Road Jack“             | Ray Charles       | 5. listopadu, 2012  | 18.3   | Zachráněná coachem           |
| Top 12            | „Cough Syrup“                   | Young the Giant   | 12. listopadu, 2012 | 21.9   | Zachráněna hlasy od fanoušků |
| Top 10            | „Seven Nation Army“             | The White Stripes | 19. listopadu, 2012 | 23.3   | Zachráněná hlasy od fanoušků |
| Top 8             | „Too Close“                     | Alex Clare        | 26. listopadu, 2012 | 25.4   | Zachráněná hlasy od fanoušků |
| Top 6             | „The Show“ (Coach's choice)     | Lenka             | 3. prosince, 2012   | 27.10  | Vyloučená                    |
| Top 6             | „Crazy“ (Artist's choice)       | Gnarls Barkley    | 3. prosince, 2012   | 27.6   | Vyloučená                    |

### 2014:Dollhouse a Cry Baby

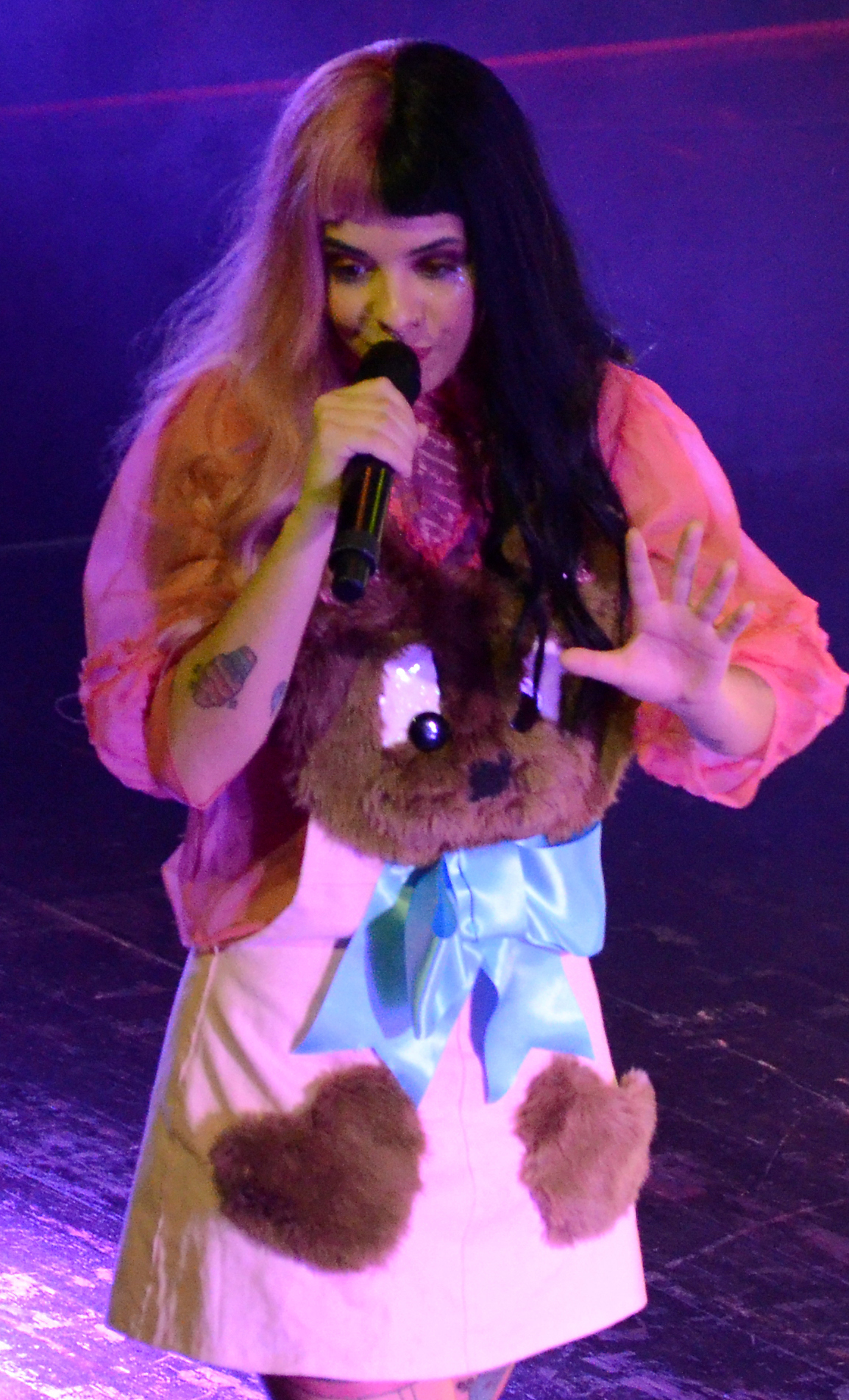
Melanie Martinez během svého Cry Baby turné

Po soutěži se Martinez rozhodla začít svou vlastní kariéru. Svou první píseň „Dollhouse“ vydala 22. dubna v roce 2014, které má aktuálně více než 400 000 000 zhlédnutí. Píseň produkovali NYC songwriting duo Kinetics & One Love. Její píseň jménem „Carousel“ byla použita jakožto ústřední píseň pro televizní seriál American Horror Story: Freak Show. 2. června Melanie vydala píseň „Pity Party“, která byla jednou z písní jejího alba Cry Baby. Krátce poté vydala také píseň jménem „Soap“ a „Sippy Cup“, která navazuje na její první píseň „Dollhouse“. 23. prosince roku 2015 vydala speciální Vánoční píseň jménem „Gingerbread man“. 

### 2019: K-12
Po velice úspěšném album Cry Baby vydala Melanie svou druhou desku K-12, která je pokračováním příběhu o Cry Baby. Děj pochází se střední školy jménem K-12. K albu je i film se všemi písněmi z alba. Melanie v něm hraje opět hlavní roli Cry Baby. První písní z alba je Wheels On The Bus (10. 10. 2019), druhou písní je Class Fight (17. 10. 2019), třetí je The Principal (24. 10. 2019), čtvrtou Show and Tell (3. 10. 2019), pátou a Melanie nejoblíbenější písní je Nurse’s Office (7. 11. 2019), šestou písní je Drama Club (21. 11. 2019), sedmou je Strawberry Shortcake (12. 12. 2019), osmou Lunchbox Friends (5. 9. 2019), devátou Orange Juice (5. 9. 2019), desátou písní je Detention (6. 9. 2019), jedenáctou je Teacher's Pet (5. 9. 2019), dvanáctou High School Sweethearts (6. 9. 2019) a poslední, třináctá píseň je Recess (5. 9. 2019).
5. 9. 2019 vyšel v amerických kinech film K-12 odehrávající se ve stejnojmenné, příšerné škole, kde postava Cry Baby prožívá s ostatními dětmi peklo. Film je sestavený z videoklipů z alba K-12 a scén příběhové linie. Film byl režírován Melanií samotnou.

### 2023: Portals
18. února 2023, po archivaci všech svých příspěvků na Instagramu, Martinez vydala své třetí studiové album Portals. V albu vystupuje jako čtyřoká růžová víla, která má vyobrazovat postavu "Crybaby" po smrti. Album bylo vydáno 31. března 2023 a bylo propagováno singly „Death“ a „Void“, které se umístily na 95. a 61. místě, což znamenalo její první originální vystoupení v Billboard Hot 100. V květnu 2023 se vydala na Portals Tour. Martinez byla nominována za nejlepší vizuální efekty VMA za hudbu k jejímu singlu „Void“.
V listopadu 2023 Melanie oznámila uvedení Portals Perfume, kolekce čtyř vůní vyvinuté ve spolupráci s nezávislou parfumerií Flower Shop Perfumes. Kolekce byla zahájena v sochařské nádobě po vzoru Martinezova čtyřokého alter ega „Cry Baby“, které obsahuje všechny čtyři vůně a prodává se za 275 $ (6 308 Kč).
Od vydání se objevily další pěti hudební videa, první písní „Tunnel Vision“ v prosinci 2023, druhé v únoru 2024 pro „Faerie Soirée“, třetí v květnu 2024 pro „Light Shower“, čtvrté v prosinci 2024 pro "Spider Web" a páté v březnu 2025 pro "Leeches"

## Dětství
Narodila se 28. dubna 1995 v Astoria, Queens. Ve čtyřech letech se Melanie společně s rodinou přestěhovali do Baldwin, New York, kde vyrůstala. Často poslouchala  Brandy, Britney Spears, Shakiru, The Beatles, Tupac Shakur, Biggie Smalls a Yungblud, a chtěla se stát zpěvačkou. V dětství neměla moc přátel, byla emocionální a své pocity neuměla vyjádřit. Vyjadřovala je jedině kreslením nebo fotografováním. Ve 14 se sama začala učit na kytaru pomocí internetu.

## Diskografie
- Dollhouse (EP) (2014)
- Cry Baby (2015)
- Crybaby's Extra Clutter (EP) (2016)
- K-12 (2019)
- After School (EP) (2020)
- Portals (2023)

## Turné
- Dollhouse turné (2014)
- Cry Baby turné (2015)
- Cry Baby turné, část 2. (2016)
- K-12 turné (2019–20)
- After School turné (online) (2021)
- Portals turné (2023-24)
- Trilogy turné (2024)